# Hermann Otto GmbH
Die Hermann Otto GmbH, bekannt unter der Marke OTTO-CHEMIE, ist ein bayerisches Unternehmen auf dem Gebiet der Bauchemie. OTTO-CHEMIE beliefert das Baugewerbe mit Dicht- und Klebstoffen. 
Das Unternehmen wurde 1881 durch Hermann Otto in Berlin gegründet und stellte ursprünglich nur Fensterkitt her. 1932 übernahm der Enkel des Firmengründers, Herbert Nath die Geschäfte. Ab den 1960er Jahren wurden Silikon-Dichtstoffe entwickelt und vertrieben. Weiterhin erfolgte die Entwicklung von Klebstoffen auf Basis von Silikon, Polyurethan, silanterminierten Polymeren (Hybrid) und Acrylaten. Im Geschäftsjahr 2018 wurde 68 % des Umsatzes im deutschen Inland erwirtschaftet.